# Condado de Clearfield
El condado de Clearfield (en inglés: Clearfield County), fundado en 1804, es uno de 67 condados del estado estadounidense de Pensilvania. En el año 2000 tenía una población de 83,382 habitantes con una densidad poblacional de 28 personas por km². La sede del condado es Clearfield.

## Geografía
Según la Oficina del Censo, el condado tiene un área total de 2989 km² (1154,1 mi²), de la cual 2971 km² (1147,1 mi²) es tierra y 16 km² (6,2 mi²) (0.56%) es agua.

### Condados
- Condado de Elk (norte)
- Condado de Cameron (norte)
- Condado de Clinton (noreste)
- Condado de Centre (este)
- Condado de Blair (sureste)
- Condado de Cambria (sur)
- Condado de Indiana (oeste)
- Condado de Jefferson (oeste)

## Demografía
Según el censo de 2000, había 83,382 personas, 32,785 hogares y 22,916 familias residiendo en la localidad. La densidad de población era de 28 hab./km². Había 37,855 viviendas con una densidad media de 13 viviendas/km². El 97.40% de los habitantes eran blancos, el 1.49% afroamericanos, el 0.12% amerindios, el 0.26% asiáticos, el 0.01% isleños del Pacífico, el 0.26% de otras razas y el 0.46% pertenecía a dos o más razas. El 0.56% de la población eran hispanos o latinos de cualquier raza.

## Localidades

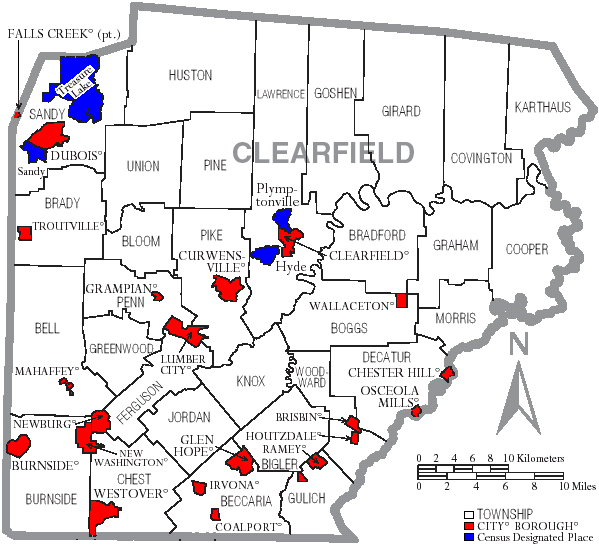
Localidades del condado de Clearfield.

### Ciudades
DuBois 

### Boroughs
Brisbin |
Burnside |
Chester Hill |
Clearfield |
Coalport |
Curwensville |
Falls Creek‡ |
Glen Hope |
Grampian |
Houtzdale |
Irvona |
Lumber City |
Mahaffey |
New Washington |
Newburg |
Osceola Mills |
Ramey |
Troutville |
Wallaceton |
Westover 

### Municipios
Beccaria |
Bell |
Bigler |
Bloom |
Boggs |
Bradford |
Brady |
Burnside |
Chest |
Cooper |
Covington |
Decatur |
Ferguson |
Girard |
Goshen |
Graham |
Greenwood |
Gulich |
Huston |
Jordan |
Karthaus |
Knox |
Lawrence |
Morris |
Penn |
Pike |
Pine |
Sandy |
Union |
Woodward 

### Lugares designados por el censo
Allport |
Grassflat |
Hyde |
Morrisdale |
Plymptonville |
Sandy |
Treasure Lake 

### Áreas no incorporadas
Helvetia |
Sylvan Grove |
West Decatur 